# Boca de Tomates

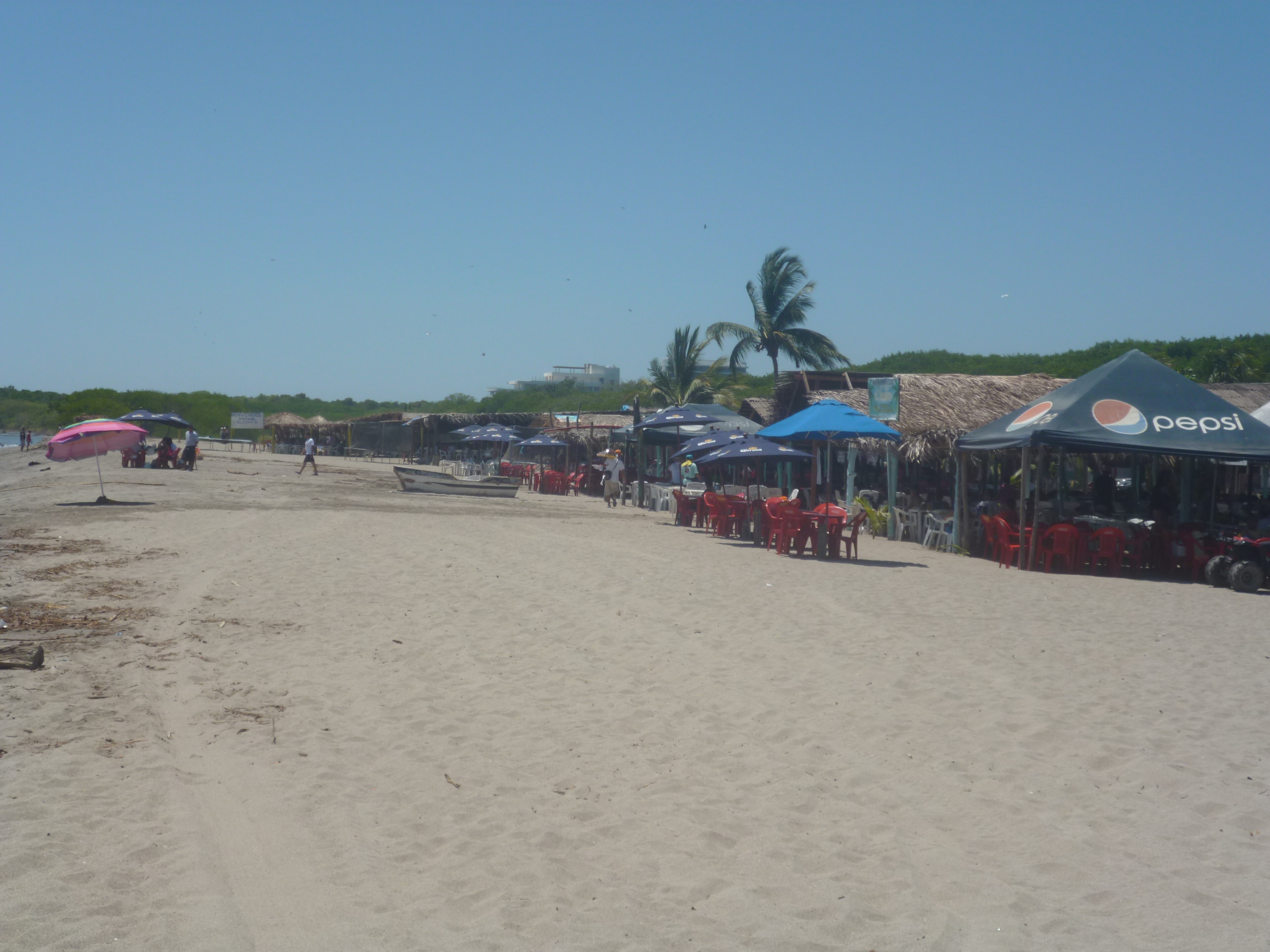
Frente de Ramadas Boca de Tomates

Boca de Tomates es una playa emplazada en la ciudad de Puerto Vallarta, Jalisco, México.

## Ubicación
Colinda con Estero Boca Negra y se encuentra atrás del Aeropuerto Internacional Lic. Gustavo Díaz Ordaz, por una brecha que se extiende por unos 2 kilómetros hacia adentro.
Rodeado por una Zona Amplia de Manglar Boca de Tomates como se le llama a esta playa está caracterizada por sus números restaurantes a orillas de la playa los que se les llama “Ramadas” que ofrecen los tradicionales pescados Sarandeados por los que son muy conocidos. Es un Lugar tranquilo y escondido pero aun así ampliamente concurrido. Desde la playa puede observarse toda la zona Hotelera de Puerto Vallarta.

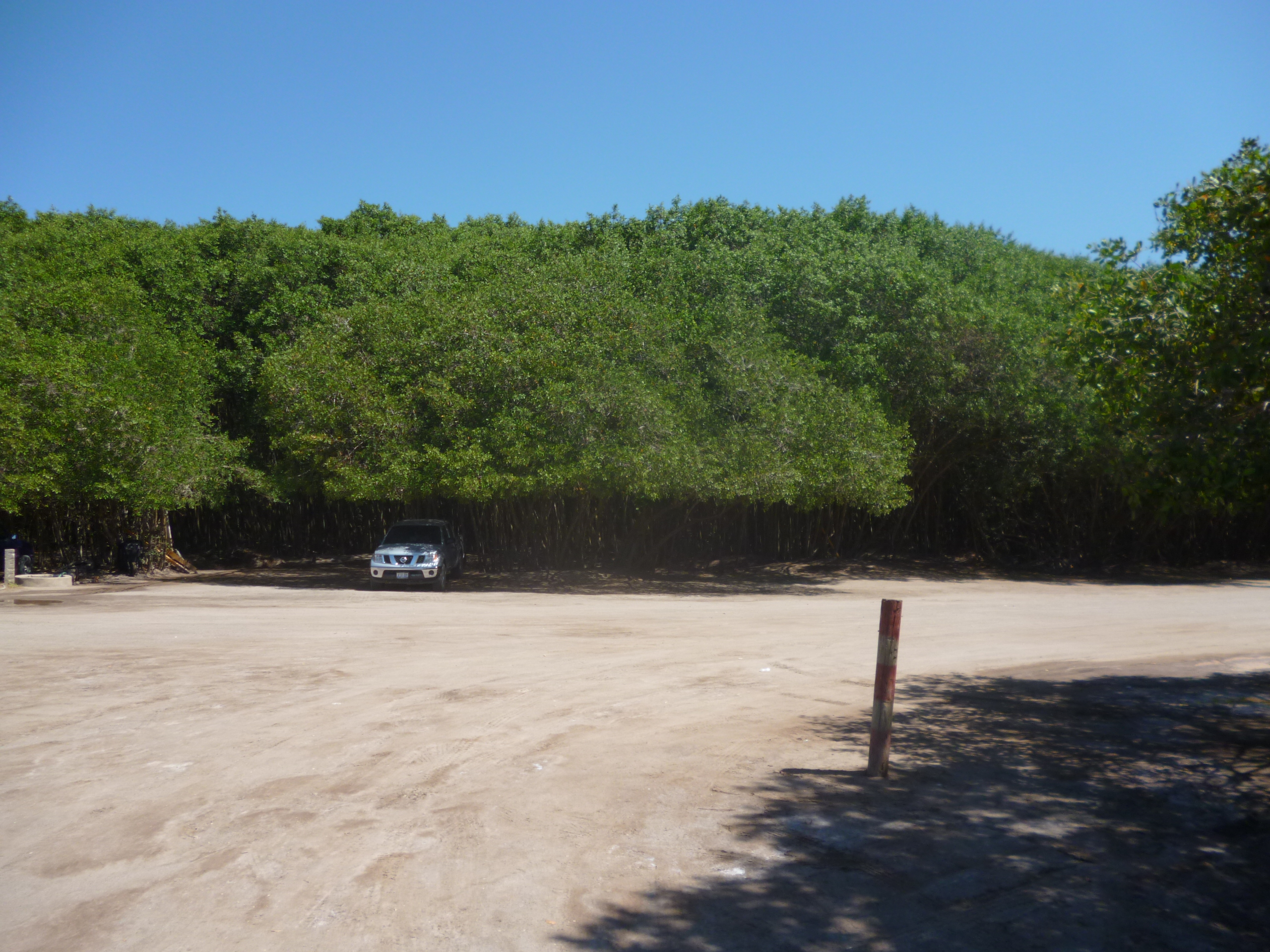
Zona Manglares Boca de Tomates

## Características principales de la playa
La playa no puede ser utilizada para bañarse o tener actividades en ella, debido a que por su cercanía al Río Ameca y el Estero Boca Negra la presencia de cocodrilos es una constante. El oleaje es intenso y trae consigo constantemente árboles y desechos  de la propia naturaleza debido a que aquí desemboca el Río Ameca.

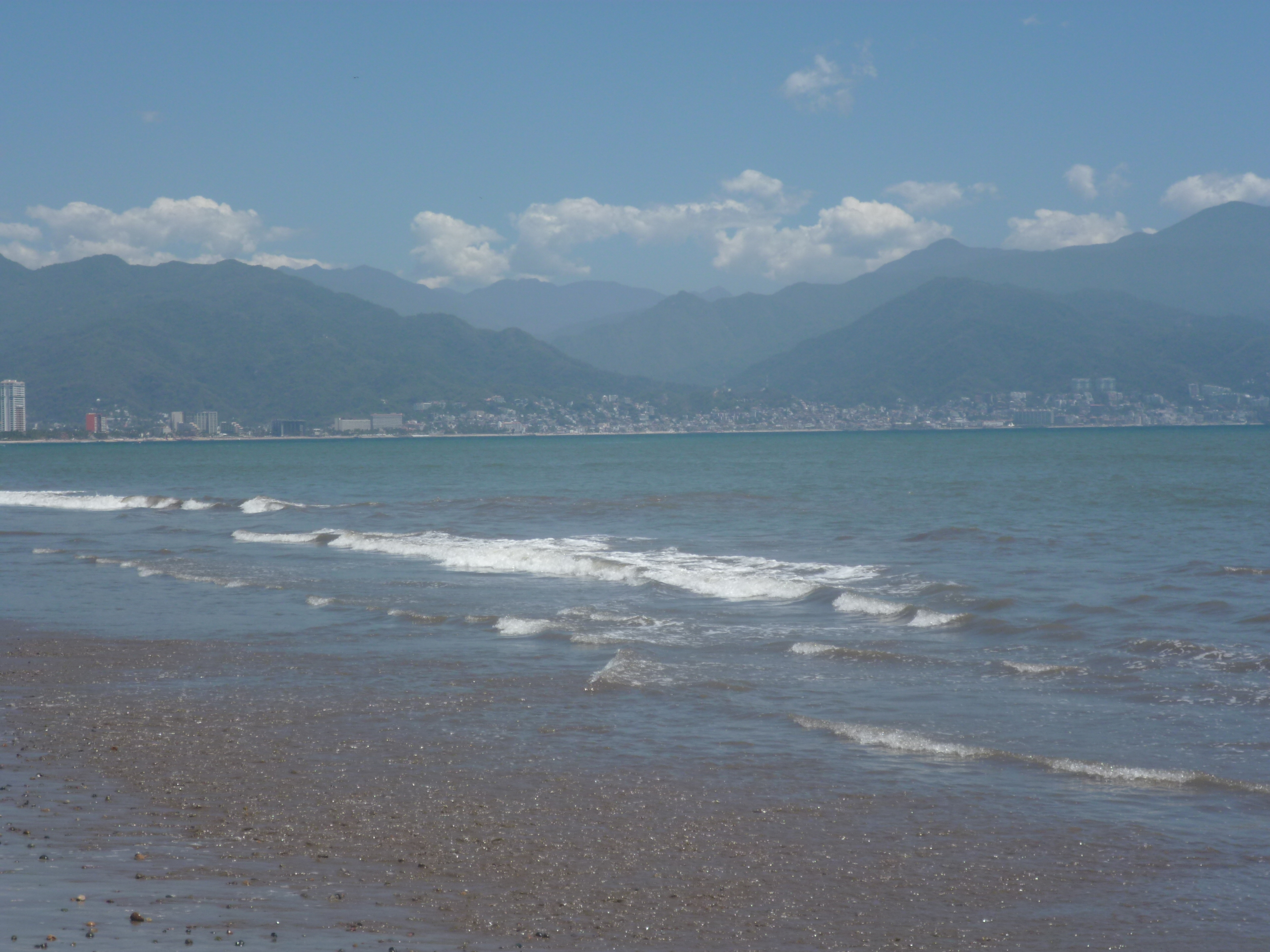
Playa Boca de Tomates Vista Hacia Zona Hotelera

## Clima
Está ubicado dentro de una zona climática semicálida subhúmeda fresca, donde la temperatura y la precipitación pluvial promedio anual oscilan entre los 26 °C a 28 °C

## Estero Boca Negra
Muy cercano a la playa, este estero es el hábitat de aves, tortugas y cocodrilos, así como de diferentes tipos de flora y fauna que son una atracción para la gente que constantemente visita la zona.

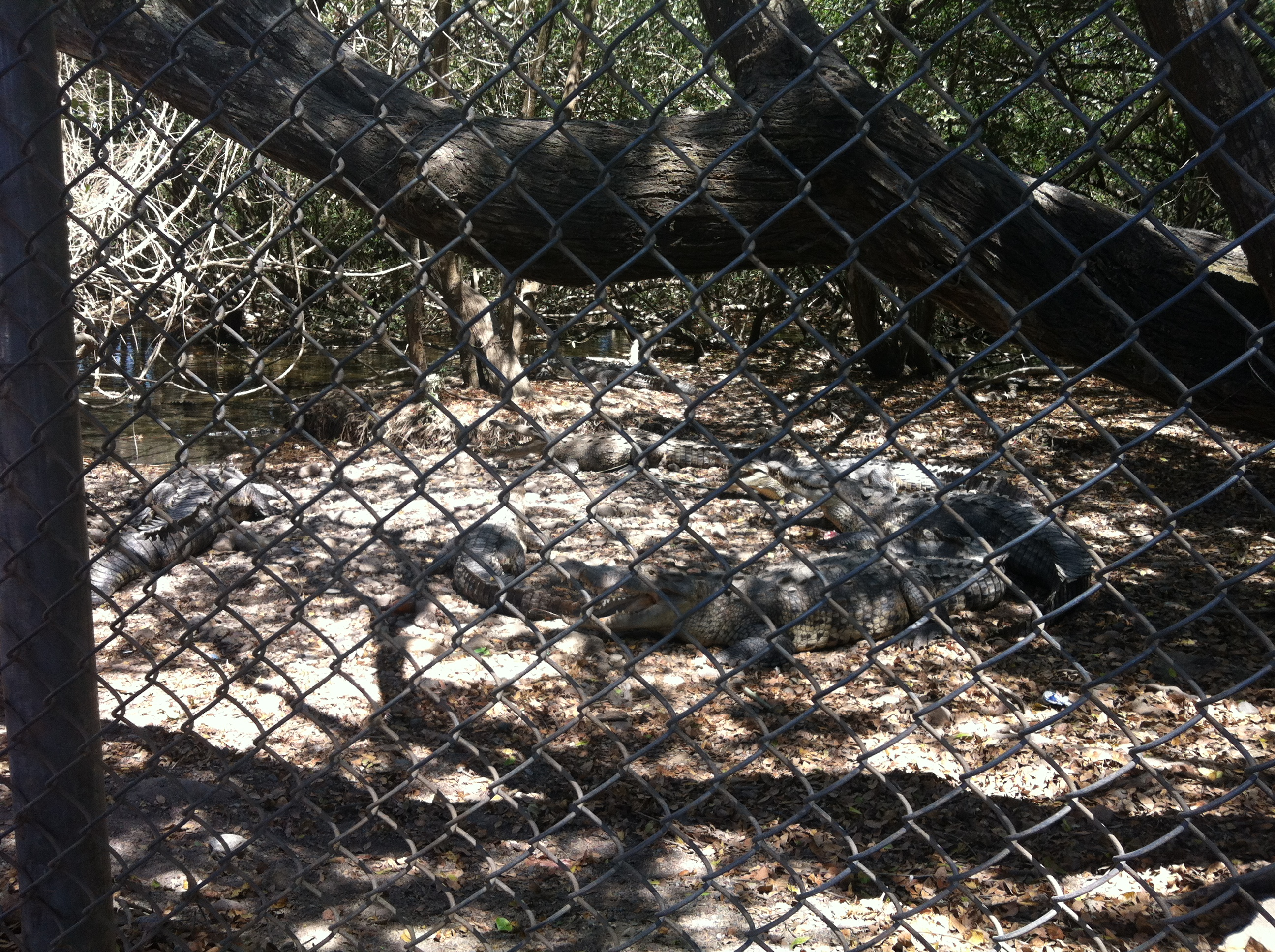

El estero Boca Negra posee una superficie (cuerpo de agua y vegetación de manglar) de 0.15 2 km y se encuentra al norte de la ciudad de Puerto Vallarta, Jalisco (entre los 29º 39'-20º 42' N y 105° 15'-105° 17' W, Fig. 2). Es un pequeño humedal costero alimentado intermitentemente por una vena del Río Ameca, sin embargo, gran parte de su volumen de agua se incrementa por las precipitaciones pluviales y escurrimientos durante la temporada de lluvias (junio-octubre).

## Gastronomía
Los platillos principalmente son elaborados a base de mariscos como camarones, pescados, tarrayas, pulpo, callo, jaiba, langosta y ostión.
El Platillo más representativo o típico del lugar es el "Pescado Sarandeado".

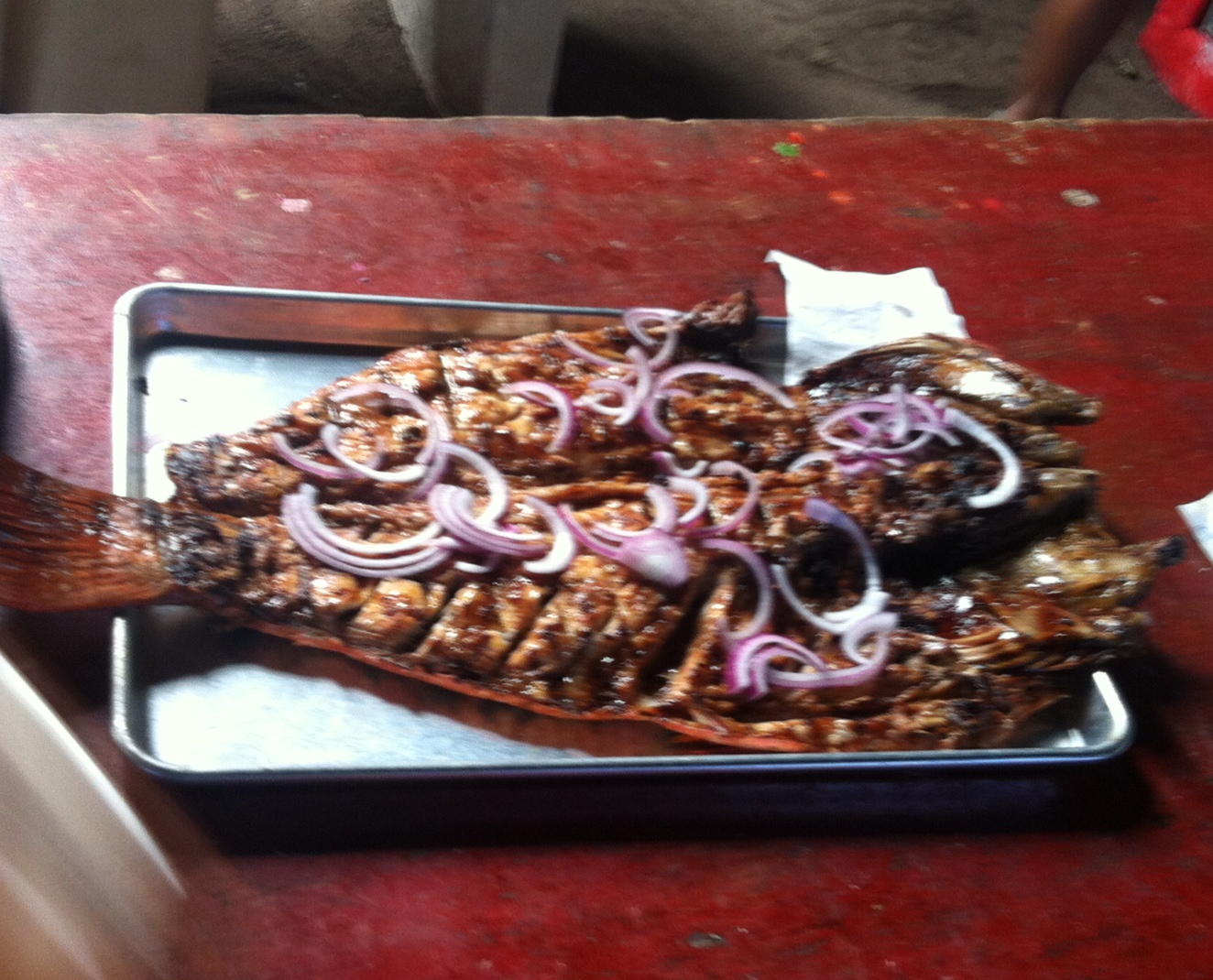
Pescado Sarandeado